# Herzog von Sessa

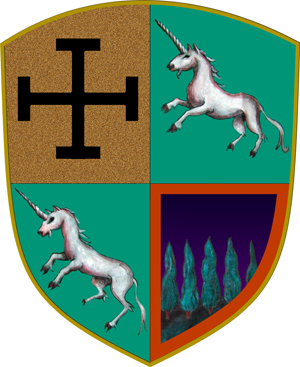
Wappen von Marino Marzano

Wappen von Gonzalo Fernández de Córdoba y Aguilar (1435–1515), Duca di Sessa, Duca di Santangelo, Duca di Terranuova, Duca di Andria, Duca di Montalto

Der neapolitanische Titel Herzog von Sessa befand sich seit Beginn des 15. Jahrhunderts im Besitz der Grafen von Squillace aus der Familie Marzano, die Anfang des 16. Jahrhunderts mit dem 4. Duca di Sessa ausstarben. Damit wurde der Titel frei für Gonzalo Fernández de Córdoba y Aguilar (1435–1515), genannt el Gran Capitán, der in seinem Leben fünf Mal zum Herzog ernannt wurde:
1. am 10. März 1497 zum Duca di Santangelo (oder Sant’Angelo)
2. am 10. April 1502 zum Duca di Terranuova
3. am 1. Januar 1507 zum Duca di Sessa
4. 1507 zum Duca di Andria
5. 1507 zum Duca di Montalto

Die Ernennungen fanden alle durch die Katholischen Könige in Neapel statt, d. h., dass es sich a priori um italienische Adelstitel handelt. Der dritte Herzog von Sessa gab die übrigen Titel auf, damit der Titel Herzog von Sessa als kastilischer Titel anerkannt wurde. Die abgelegten Titel wurden zwischen 1893 und 1919 von König Alfons XIII. erneuert.

## Herzöge von Sessa
- Giacomo Marzano, 4. Conte de Squillace, 1. Duca di Sessa ; ⚭ Caterina Sanseverino, Tochter von Ruggero, 1. Conte de Mileto e Terranuova
- Giovanni Antonio Marzano, † 1453, dessen Sohn, 2. Duca di Sessa, 5. Conte de Squillace ; ⚭ I Covella Ruffo, Contessa di Montalto, Tochter von Carlo Ruffo, Conte di Montalto e Corigliano ; ⚭ II Maria Francesca Orsini, Tochter von Giovanni Orsini, Conte di Manupello
- Giovanni Francesco Mariano/Marino Marzano († 1494), dessen Sohn, 1. Principe di Rossano, 3. Duca di Sessa, 1. Duca di Squillace,
- Giovanni Battista Marzano († 1508), dessen Sohn, 4. Duca di Sessa, 2. Duca di Squillace etc. ⚭ Constanza d’Avalos, Principessa di Francavilla, Witwe von Francesco Del Balzo, Principe di Altamura e Duca di Andria
- Gonzalo Fernández de Córdoba y Aguilar (1453–1515), Sohn von Pedro II. Fernández de Córdoba, 1497 1. Duca di Santangelo, 1502 1. Duca di Terranuova, 1507 1. Duca di Sessa, 1. Duca di Andria und 1. Duca di Torremaggiore, ⚭ I Isabel de Sotomayor, Tochter von Luis Méndez de Sotomayor ; ⚭ II María Manrique, Tochter von Fadrique Manrique de Castilla,
- Elvira de Córdoba († 1524), dessen Tochter, 2. Duchessa di Sant’Angelo, 2. Duchessa di Sessa, 2. Duchessa di Andria, 2. Duchessa di Terranuova, ⚭ Luis Fernández de Córdoba , 4. Conde de Cabra
- Gonzalo Fernández de Córdoba (1520–1578), deren Sohn, 3. Duque de Sessa, 3. Duca di Terranuova, 3. Duca di Andria, 3. Duca di Sant’Angelo ; ⚭ María Sarmiento de Mendoza, Schwester von Diego de los Cobos y Hurtado de Mendoza, 1. Marqués de Camarasa,
- Francisca Fernández de Córdoba y de la Cerda (1521–1597), dessen Schwester, 2. Duquesa de Baena, 4. Duquesa de Sessa ; ⚭ Álvaro de Zúñiga Sotomayor, 4. Marqués de Gibraleón,

### Haus Folch de Cardona
- Luis de Cardona y Córdoba (1548–1574), dessen Neffe, 3. Duque de Soma
- Antonio Fernández de Córdoba Folch de Cardona Aragón y Requqenses, dessen Bruder, 4. Duque de Soma, 5. Duque de Sessa ; ⚭ Juana de Córdoba Cardona y Aragón, Tochter von Diego Fernández de Córdoba, el Africano, 3. Marqués de Comares,
- Luis Fernández de Córdoba Folch de Cardona Aragón y Requesens (1582–1642), 6. Duque de Sessa, 4. Duque de Baena ; ⚭ I Mariana de Rojas y Córdoba, 4. Marquesa de Poza, Tochter von Francisco de Rojas y Córdoba, 3, Marqués de Poza ; ⚭ II Francisca Luisa Portocarrero, 6. marquesa de Villanueva del Fresno, Tochter von Alonso Portocarrero II, 5. Marqués de Villanueva del Fresno
- Antonio Fernández de Córdoba Folch de Cardona y Anglesola Aragón y Requesens II. (1600–1659), dessen Sohn, 7. Duque de Sessa, 5. Duque de Baena, ⚭ Teresa Pimentel y Ponce de León, Tochter von Antonio Alonso-Pimentel de Quiñones, 9. Conde-Duque de Benavente,
- Francisco Fernández de Córdoba Folch de Cardona Aragón y Requesens (1626–1688), dessen Sohn, 8. Duque de Sessa, 6. Duque de Baena, 7. Duque de Soma, 1669–1673 Vizekönig von Katalonien; ⚭ I Isabel Fernández de Córdoba y Figueroa, Tochter von Alfonso Fernández de Córdoba y Figueroa, el Mudo, 5. Marqués de Priego, 5. Duque de Feria; ⚭ II Ana María Pimentel de Córdoba Enríquez de Guzmán, 6. Marquesa de Távara, Tochter von Enrique Enríquez Pimentel y Osorio, 5. Marqués de Távara
- Félix Fernández de Córdoba Cardona y Requesens (1654–1709), dessen Sohn, 9. Duque de Sessa, 8 Duque de Baena, 8. Duque de Soma ; ⚭ I Francisca Fernández de Córdoba y Rojas Portocarrero y Manrique, 3. Condesa de Casa Palma, Tochter von José Diego Fernández de Córdoba y Rojas Portocarrero Manrique, 2. Conde de Casa Palma ; ⚭ II Margarita de Aragón y Benavides, Tochter von Luis Ramón de Aragón Folch de Cardona y de Córdoba III, 6. Duque de Segorbe, 7. Duque de Cardona
- Francisco Javier Fernández de Córdoba Cardona y Requesens (auch: Fernández de Córdoba y Aragón Folch de Cardona Anglesola y Requesens) (1687–1750), dessen Sohn, 10. Duque de Sessa, 8. Duque de Baena, 9. Duque de Soma
- Ventura Fernández de Córdoba Folch de Cardona Requesens y de Aragón, al Fernández de Córdoba Folch de Cardona Anglesola y Requesens (1712–1768), dessen Tochter, 11. Duquesa de Sessa, 9. Duquesa de Baena, 9. Duquesa de Soma ; ⚭ I Buenaventura Antonio Osorio de Moscoso Felípe de Guzmán Dávila y Aragón, 9. Conde de Altamira ; ⚭ II José de Guzmán Vélez Ladrón de Guevara y de Tassís, 12. Conde de Oñate,

### Andere Familien
- Ventura Osorio de Moscoso y Fernández de Córdoba (* 1731), deren Sohn aus erster Ehe, 12. Duque de Sessa, 7. Duque de Sanlúcar la Mayor, 5. Duque de Medina de la Torres, 5. Duque de Artisco, 12. Duque de Sessa, 10. Duque de Baena, 10. Duque de Soma, ⚭ María de la Concepción de Guzmán y Fernández de Córdoba, Tochter von José de Guzmán y Guevara, 6. Marqués de Montelaegre
- Vicente Joaquín Osorio de Moscoso y Guzmán (1756–1816), 8. (9.) Duque de Sanlucar la Mayor, 7. Duque de Medina de la Torres, 6. Duque de Atrisco, 11. Duque de Baena, 13. Duque de Sessa, 12. Duque de Soma, 15. Duque de Maqueda ; ⚭ I María Ignacia Álvarez de Toledo y Gonzaga, Tochter von Antonio María José Alvarez de Toledo y Pérez de Guzmán el Bueno , 10. Marqués Villafranca del Bierzo ; ⚭ II María Magdalena Fernández de Córdoba y Ponce de León, Tochter von Joaquin Fernández de Córdoba, 3. Marqués de la Puebla de los Infantes
- Vicente Isabel Osorio de Moscoso y Álvarez de Toledo (1777–1837), dessen Sohn, 10. Duque de Sanlúcar la Mayor, 7. Duque de Atrisco, 8. Duque de Medina de los Torres, 14. Duque de Sessa, 13. Duque de Soma, 12. Duque de Baena, 16. Duque de Maqueda ; ⚭ María del Carmen Ponce de León y Carvajal, 7. Marquesa de Castromonte, Duquesa de Montemar, Tochter von Antonio María Ponce de León Dávila y Carrillo de Albornoz, 3. duque de Montemar
- Vicente Pio Osorio de Moscoso y Ponce de León (1801–1864), 8. Duque de Atrisco, 10. (11.) Duque de Sanlúcar la Mayor, 9. Duque de Medina de la Torres, 15. Duque de Sessa, 14. Duque de Soma, 13. Duque de Baena, 17. Duque de Maqueda, 5. Duque de Montemar ; ⚭ Maria Luisa Carvajal-Vargas y Queralt, Tochter von José Miguel de Carvajal-Vargas y Manrique de Lara, Duque de San Carlos (die Herzogstitel werden auf den Sohn und die drei Töchter des Paares verteilt)
- José Maria Osorio de Moscoso y Carvajal (1828–1881), dessen Sohn, 16. Duque de Sessa, 6. Duque de Montemar ; ⚭ Luisa Teresa Maria de Borbón y Borbón Dos Sicilias, Infanta de España, Tochter von Francisco de Paula Antonio Maria de Borbón, Infante de España
- Francisco de Asis Osorio de Moscoso y de Borbón (1847–1924), dessen Sohn, 17. Duque de Sessa, 18. Duque de Maqueda, 7. Duque de Montemar ; ⚭ I María de los Dolores de Reynoso y Queralt, 11. Condesa de Fuenclara, Tochter von Federico Reynoso y Muñoz de Velasco, 7. Marqués del Pico de Velasco de Augustina ; ⚭ II María de los Dolores de Taramona y Díez de Entresoto, Tochter von Manuel de Taramona y Sainz
- María del Perpetuo Socorro Osorio de Moscoso y Reinoso (1899–1980), dessen Tochter, 20. Duquesa de Sessa, 21. Duquesa de Maqueda, Duquesa de Santangelo ; ⚭ Leopoldo Barón y Torres
- Leopoldo Barón y Osorio de Moscoso (1920–1974), deren Sohn, 1955 20. Duque de Sessa ; ⚭ María Cristina Gavito y Jáuregui, Tochter von Florencio Gavito y Bustillo
- Gonzalo Barón y Gavito (* 1948), deren Sohn 21. Duque de Sessa (1974) und 13. Duque de Atrisco (1976), ⚭ Susana Carral y Pinsón, Tochter von Luis Carral